# Acrotocepheus gracilis
Acrotocepheus gracilis är en kvalsterart som beskrevs av Aoki 1973. Acrotocepheus gracilis ingår i släktet Acrotocepheus och familjen Otocepheidae. Inga underarter finns listade i Catalogue of Life.